# Гурреа-и-Арагон, Фернандо де
Фернандо де Гурреа-и-Арагон (исп. Fernando de Gurrea y Aragón; 20 апреля 1546, Педрола — 6 ноября 1592, Миранда-де-Эбро) — испанский дворянин и придворный, 5-й герцог де Вильяэрмоса (1591—1592) и граф де Рибагорса (1581—1592). Наместник королевства Арагон в 1588 году и член Военного совета, созданного в Арагоне в 1591 году.

## Биография
Родился 20 апреля 1546 года в Педроле. Второй сын Мартина де Гурреа-и-Арагона (1525—1581), графа де Рибагорса (1550—1565, 1573—1581) и 4-го герцога де Вильяэрмоса (1558—1581), и Луизы де Борха и Арагон (ок. 1512—1560), Хуана де Борха-и-Энрикеса, 3-го герцога де Гандия, и Хуаны де Арагон-и-Гурреа.
25 апреля 1581 года после смерти своего отца Фернандо де Гурреа-и-Арагон унаследовал титулы 5-го герцога де Вильяэрмоса и графа де Рибагорса.
В 1582 году он женился на богемской дворянке Иоганне (Жанне) фон Пернштейн и Манрике де Лара (1566, Прага — 21 января 1627, Мадрид), дочери дочери графа Вратислава фон Пернштейна (1530—1582), великого канцлера Чешского королевства и придворной даме сестры Филиппа II императрицы Марии Испанской. Считалось, что с этим браком герцог Вильяэрмоса приблизится к влиянию при дворе, но, не соглашаясь с короной из-за войны Рибагорсы, он был вовлечен в события в Сарагосе 1591 года. Он был схвачен королевскими чиновниками, заключен в тюрьму и судим в Бургосе. Он внезапно скончался в замке Миранда-де-Эбро.
Ему наследовал его младший брат брат, Франсиско де Гурреа-и-Арагон на посту шестого герцога Вильяэрмоса, который в 1591 году, уступив графство Рибагорса короне, получил взамен титул графа Луны, а в королевстве Валенсия — энкомьенды Бексиса, Кастель-де-Кастельс, Терес и Тереза.

## Работы
Он известен тем, что является автором нескольких текстов по истории графства Рибагоржа:
- Memorias sobre acontecimientos e inquietudes del condado de Ribagorza
- Relación de la forma de cómo los condes de Ribagorza prestan los homenajes y reciben la investidura de este condado
- Noticias históricas de la descendencia de la casa de Ribagorza a partir del año 813.

## Дети
От брака с Иоганной фон Пернштейн у герцога де Вильяэрмоса было три дочери:
- Мария Луиза де Арагон и Гурреа (+ 1663), 7-я герцогиня де Вильяэрмоса (с 1603 года). Жена Карлоса де Борха и Арагона, графа де Фикальо.
- Хуана Мария де Арагон и Пернштейн, придворная дама королевы
- Изабель Мария де Арагон и Пернштейн, придворная дама королевы